# NGC 3792
NGC 3792 – gwiazda podwójna znajdująca się w gwiazdozbiorze Panny. Zaobserwował ją Edward Singleton Holden 27 kwietnia 1881 roku i skatalogował jako obiekt typu „mgławicowego”. Poszczególne gwiazdy mają jasność obserwowaną 12 i 15m.